# Baphuon
Baphuon – hinduistyczna, a później buddyjska świątynia w Kambodży, zbudowana za panowania Udajaditjawarmana II.

## Historia
Świątynia została wybudowana w połowie XI wieku naszej ery, za panowania króla Udajaditjawarmana II (ok. 1048–1066). Zbudowana była z około 300 tys. bloków. Pierwotnie kompleks poświęcony był bóstwu Śiwie. Za panowania kolejnych monarchów Baphuon został przemianowany na świątynie buddyjską. Po upadku Angkoru Baphuon został ponownie odkryty w XX wieku. Do tego czasu obiekt mocno podupadł. Do zwiedzania został oddany w 2011 roku, a na jego twarciu był François Fillon, premier Francji.

## Galeria

Baphuon
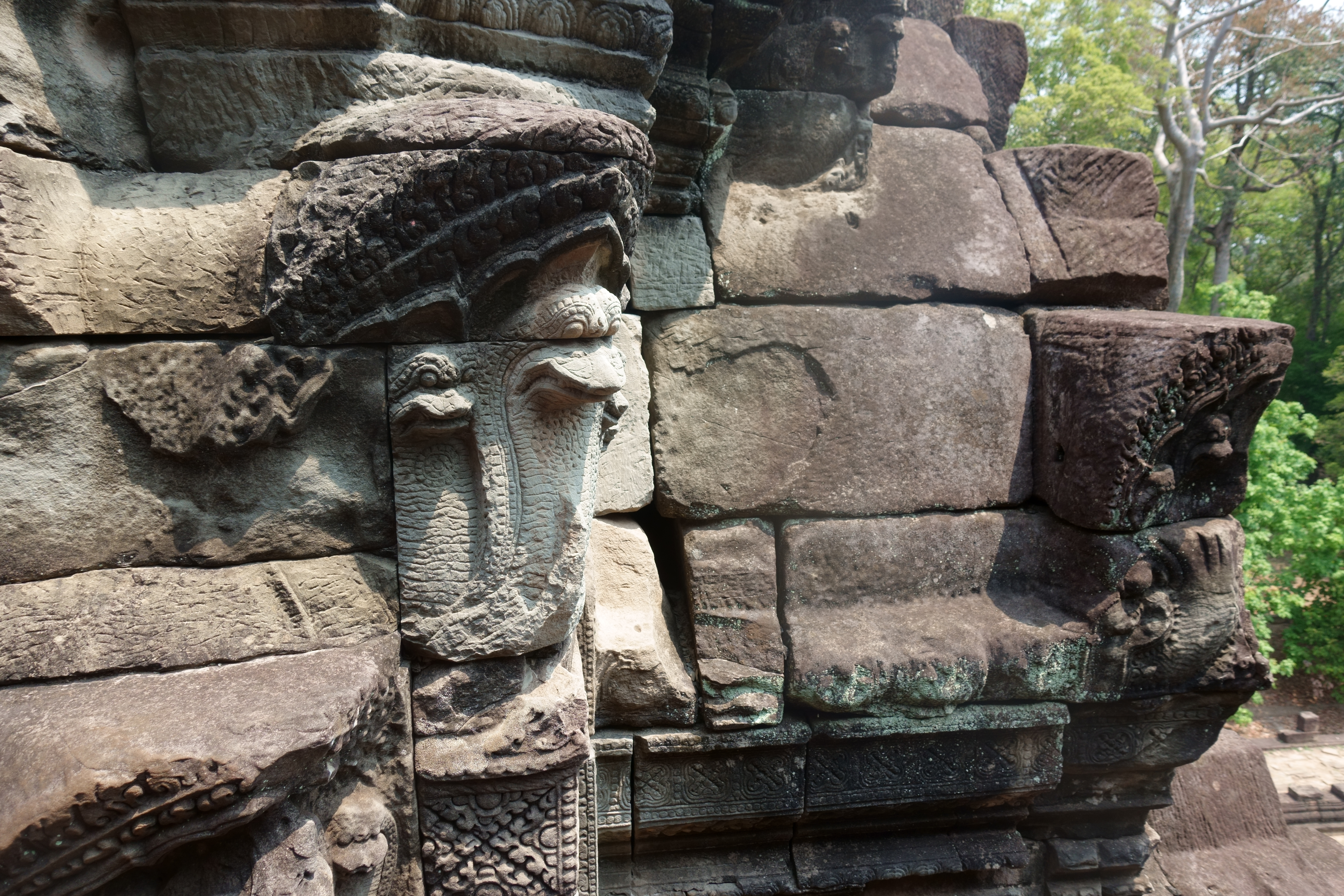
Naga
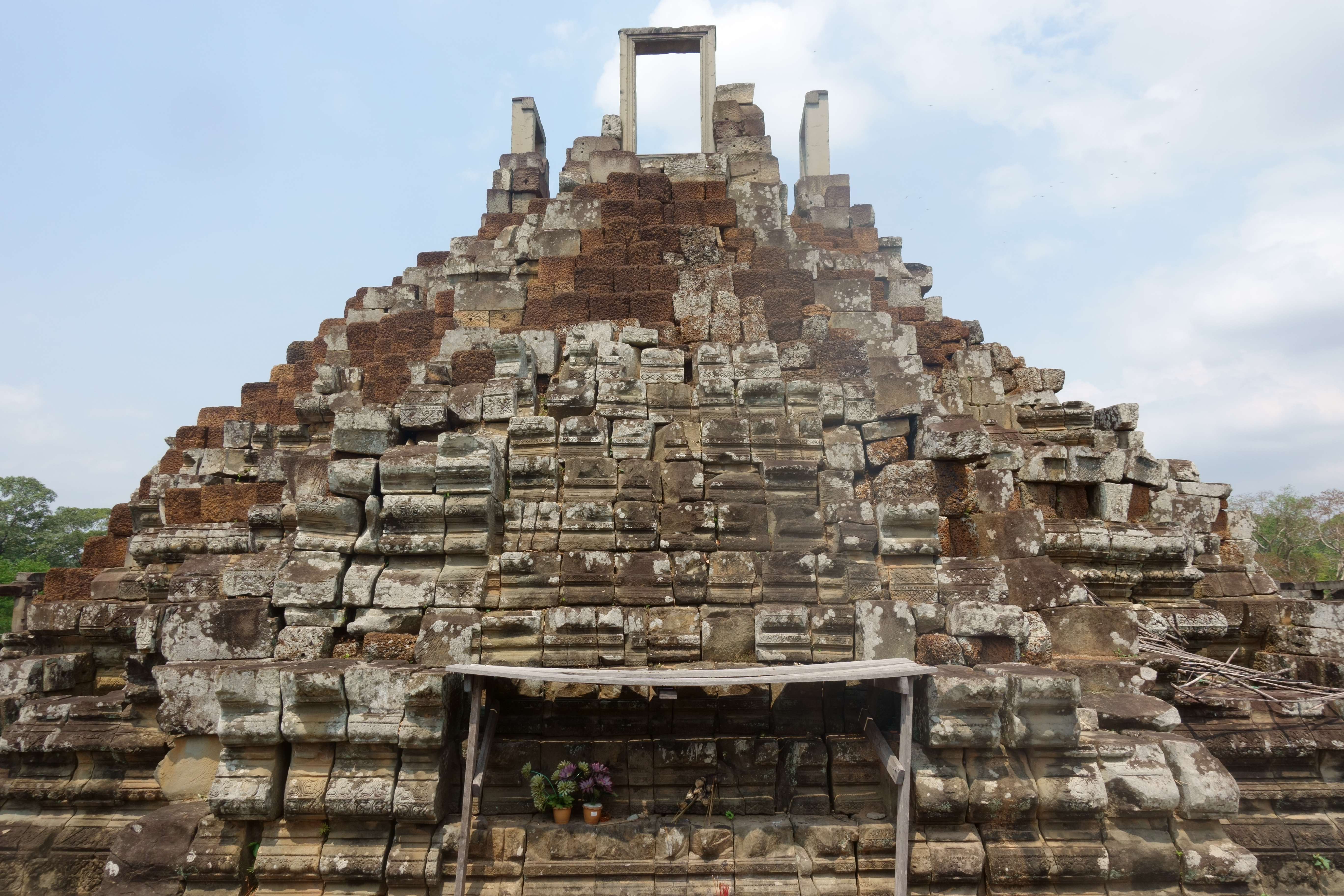
Górna część świątyni
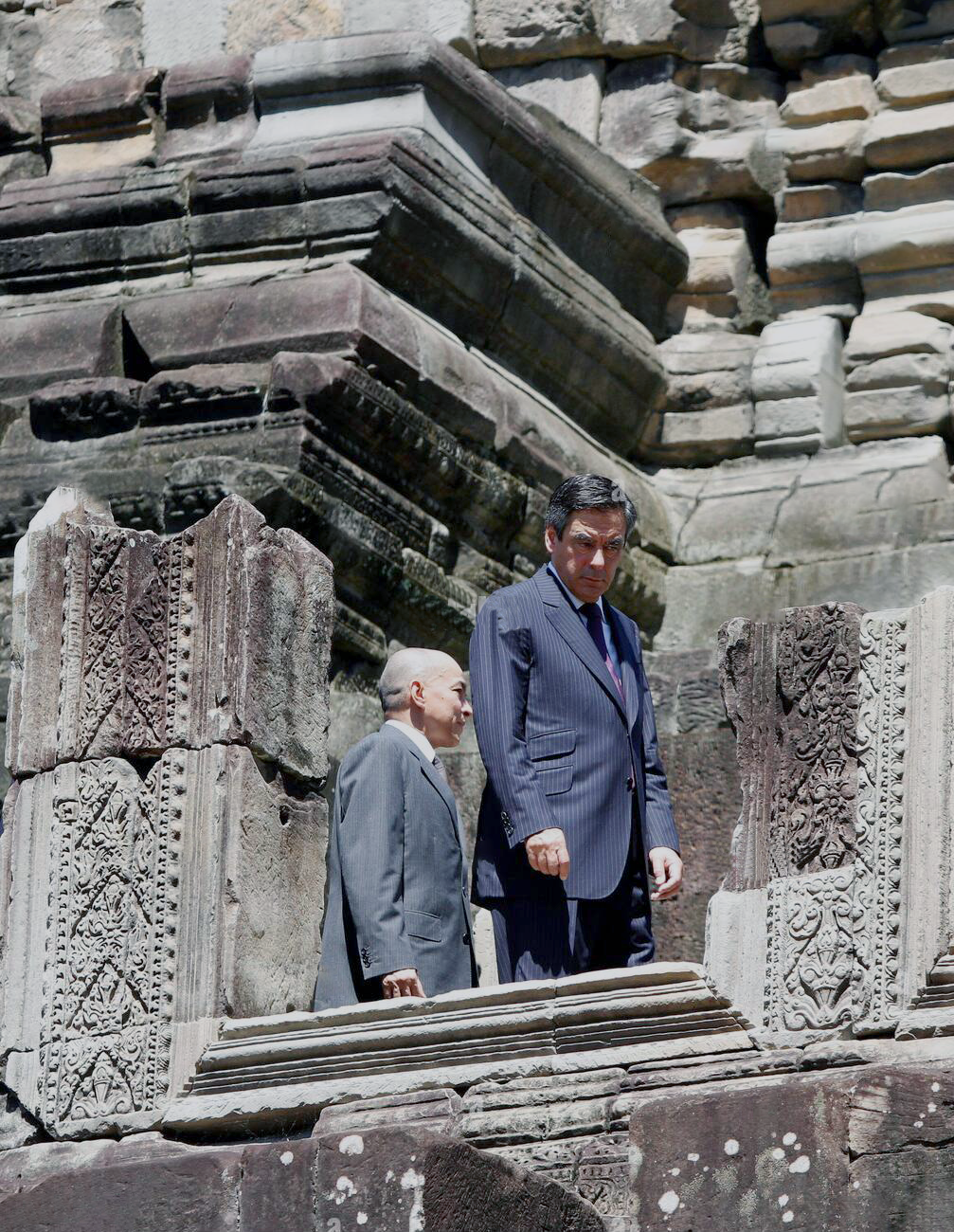
François Fillon i Norodom Sihamoni we wnętrzu świątyni (2011)
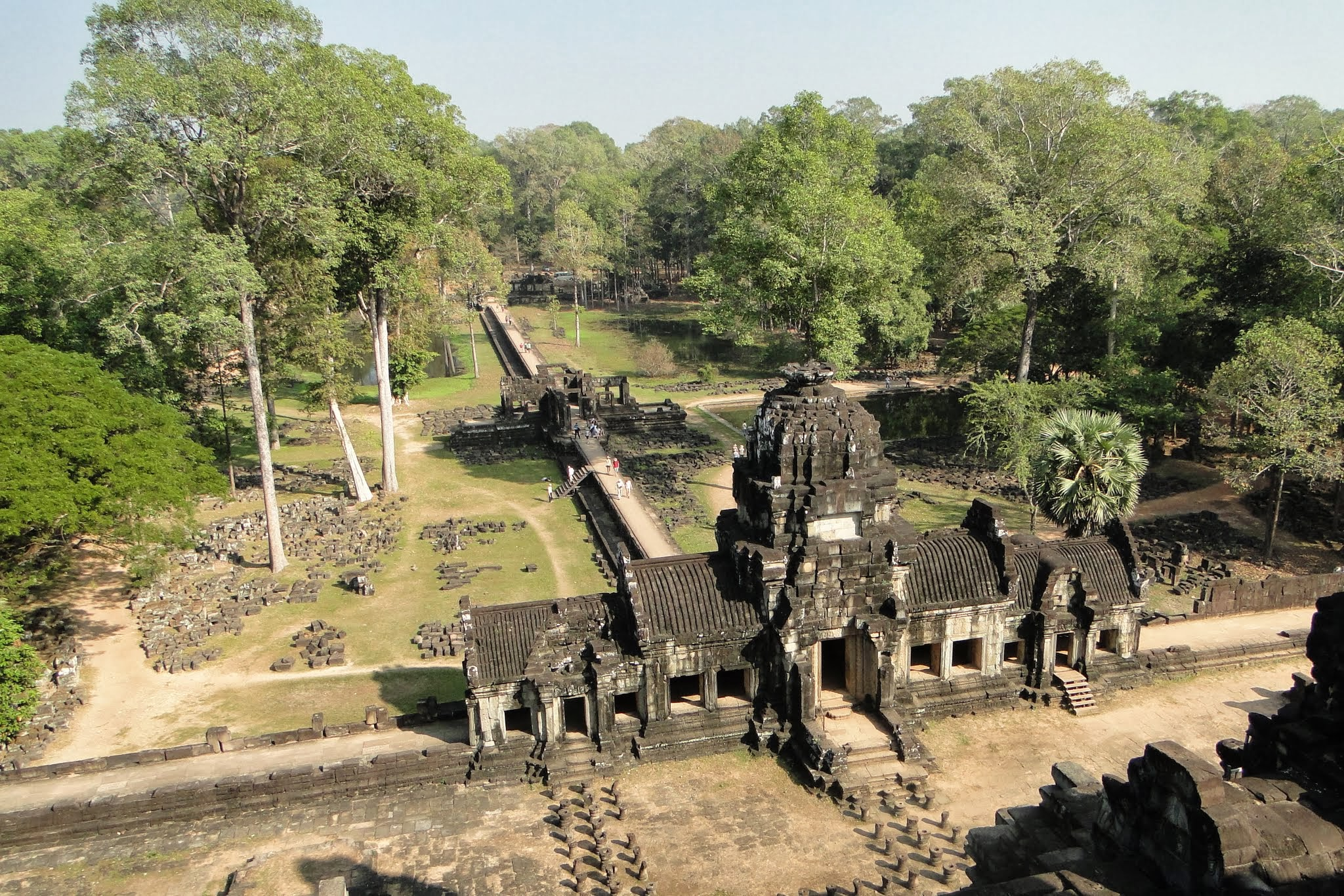
Widok na świątynie z lotu ptaka
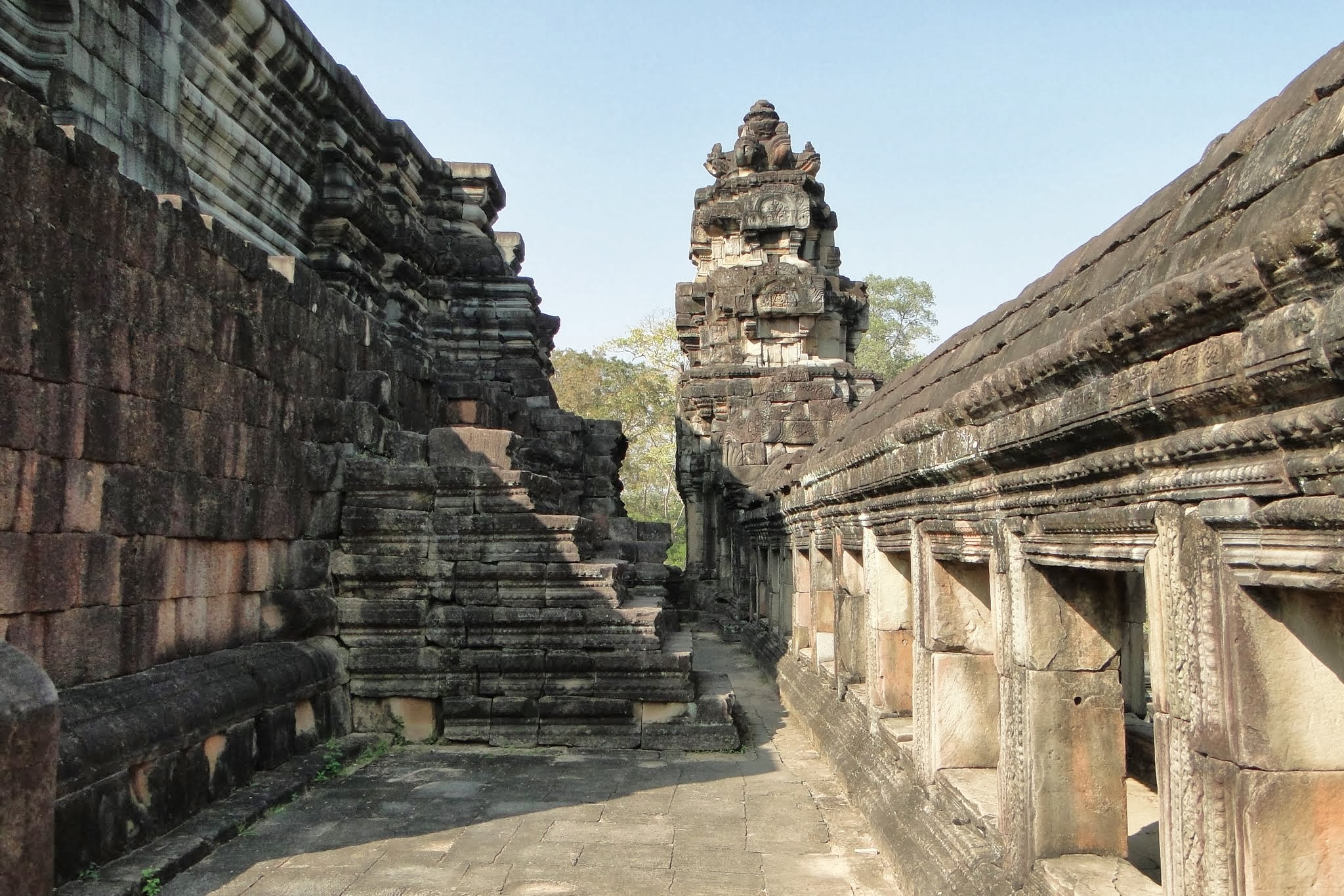
Baphuon
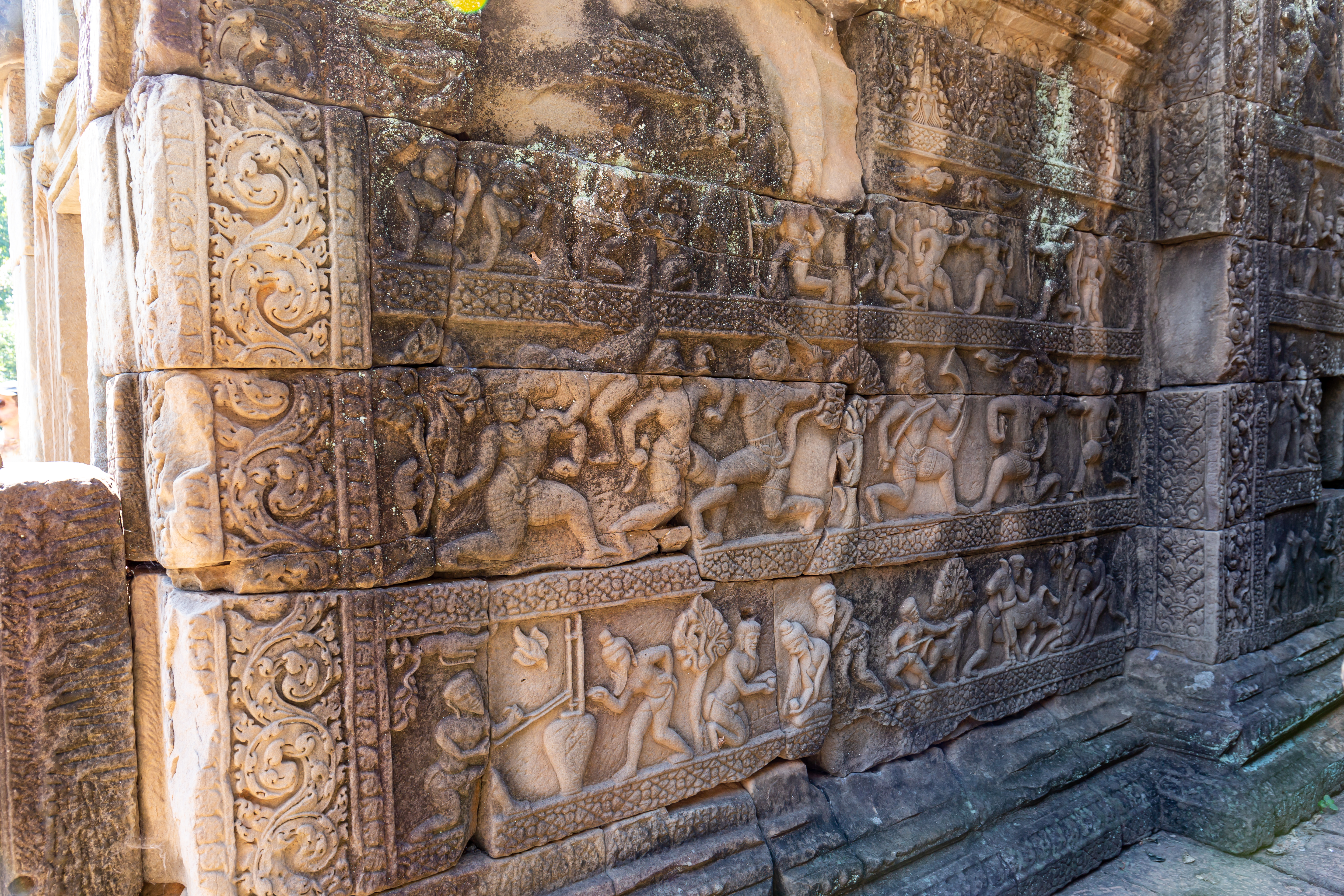
Reliefy ze świątyni
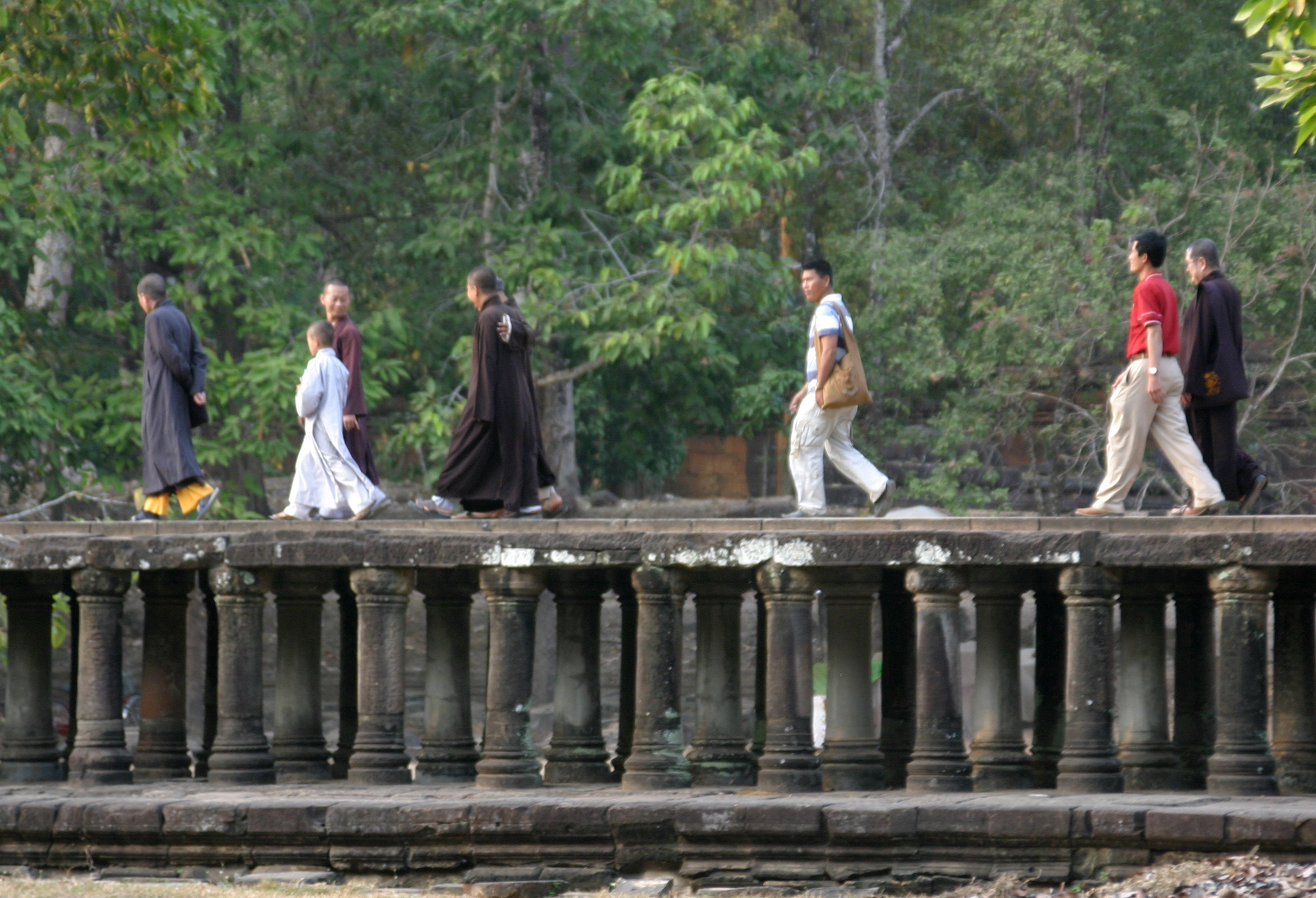
Turyści zwiedzający świątynię
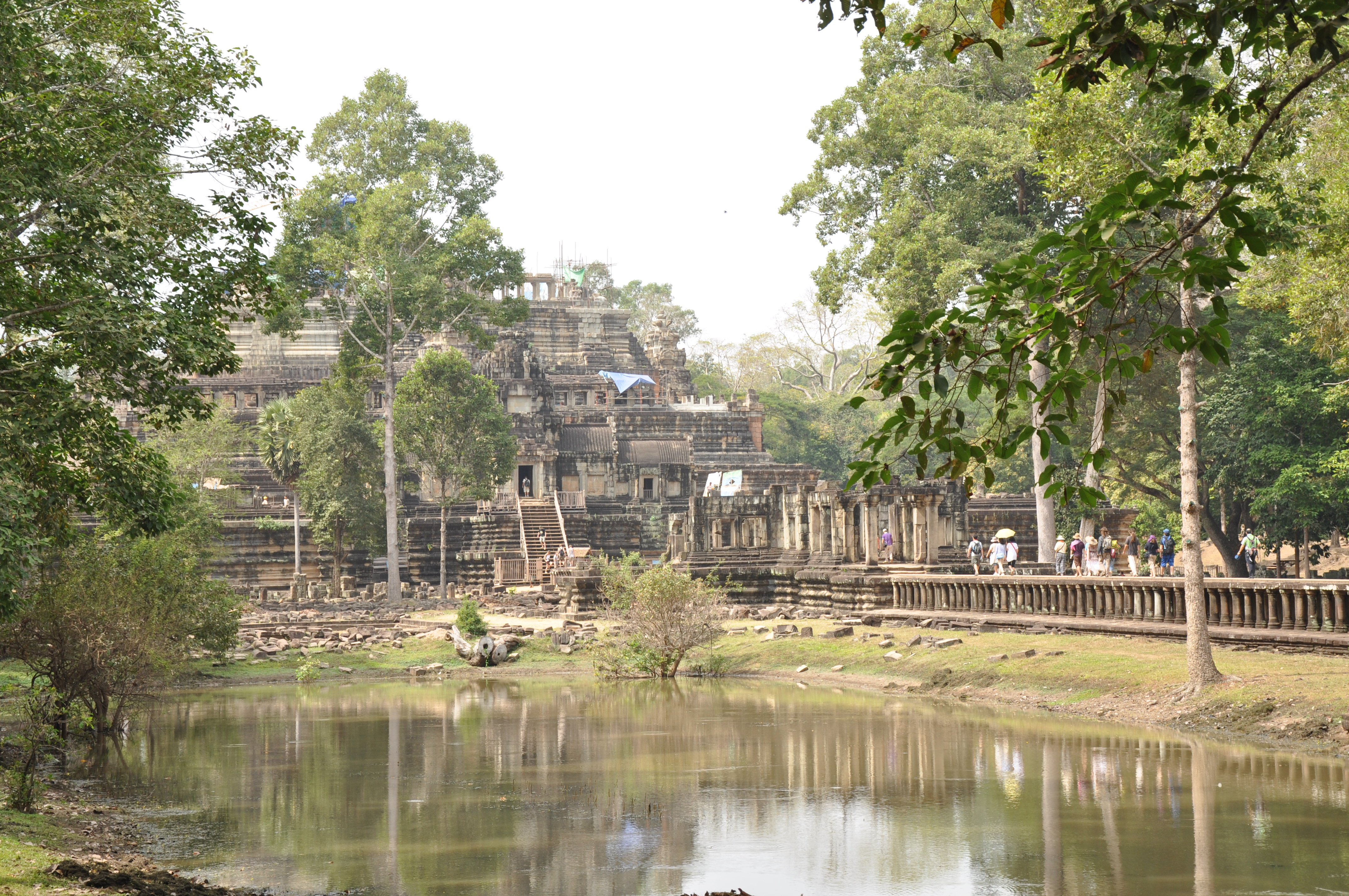
Sadzawka przy świątyni
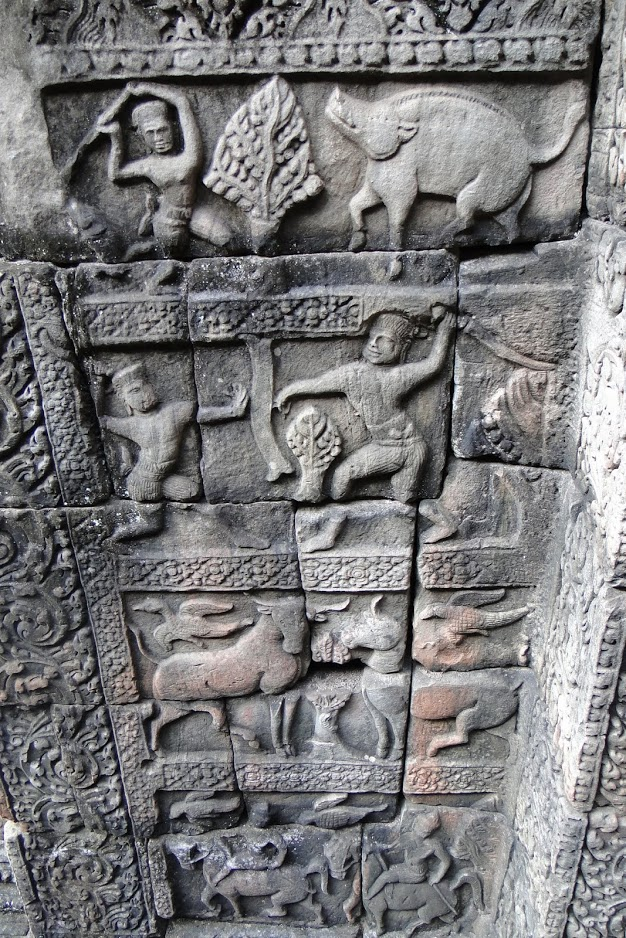
Reliefy ze świątyni przedstawiające pracę na polu i w lesie
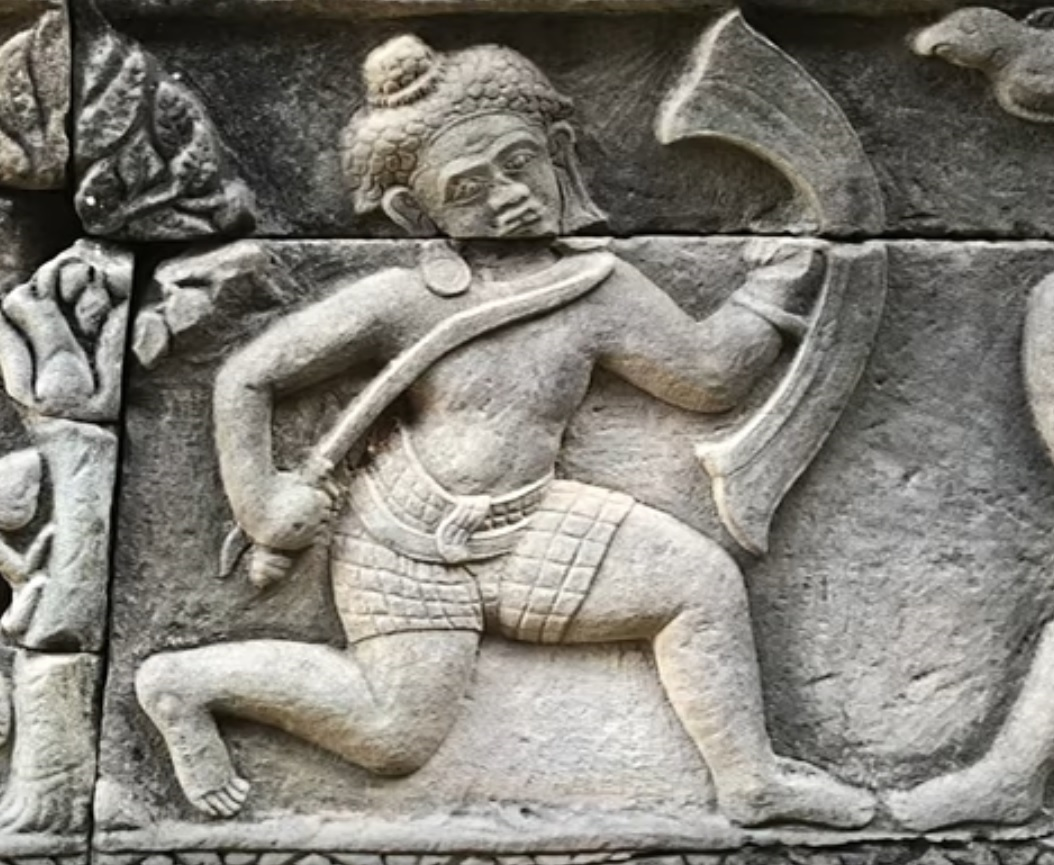
Relief przedstawiający wojownika z kukri i tarczą
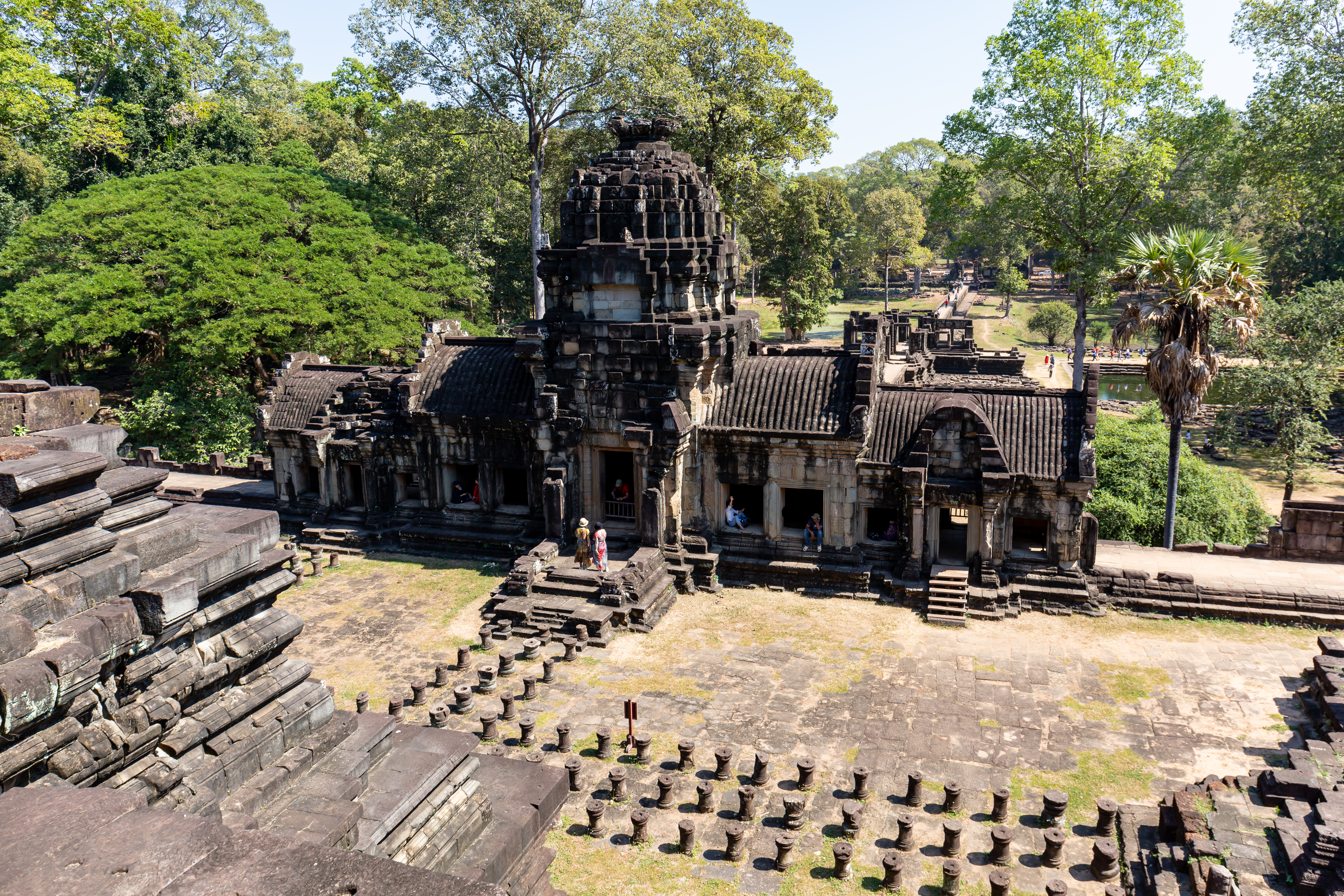
Wschodnia brama prowadząca do świątyni
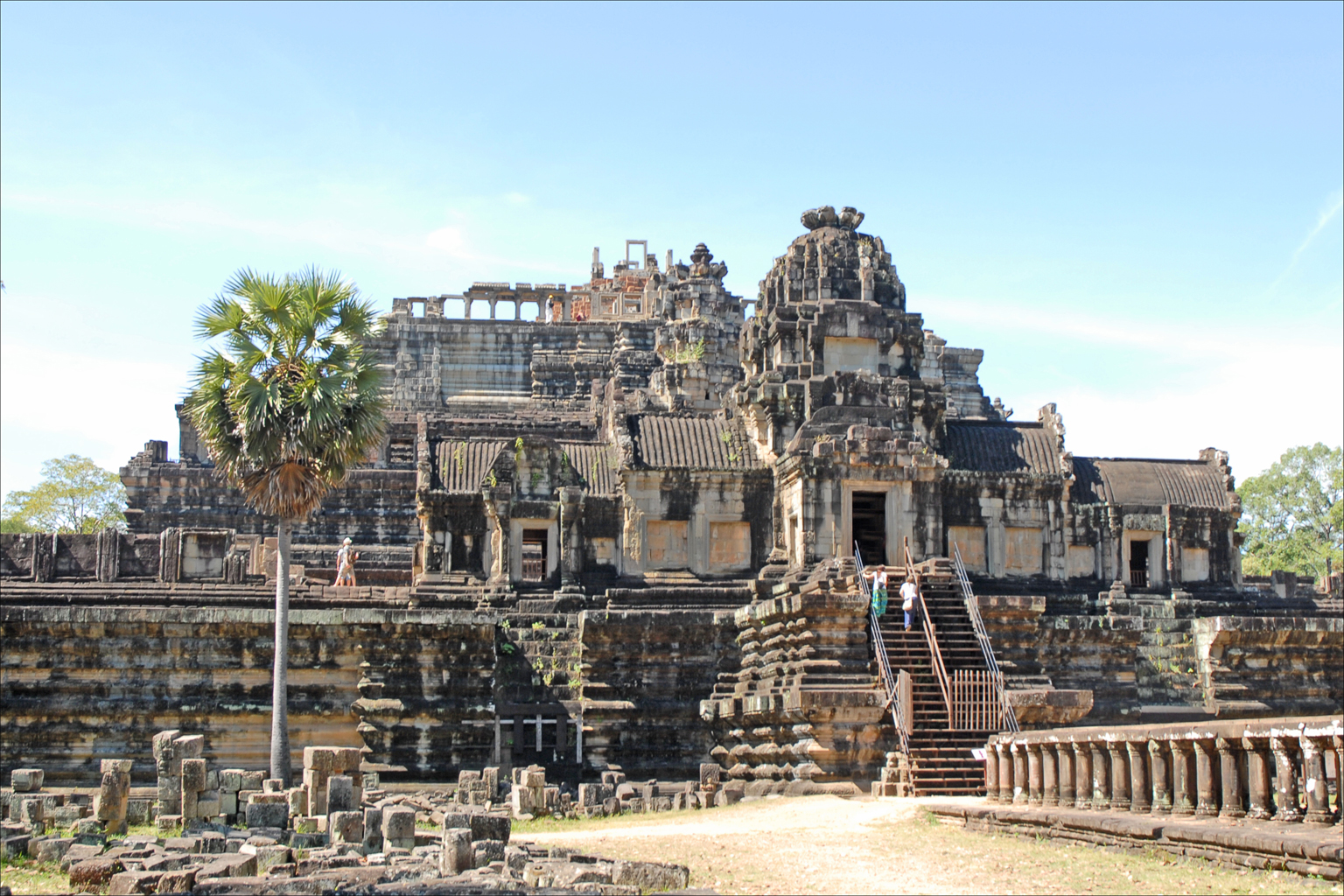
Fasada Baphuonu